# 馬德里地鐵4號線
馬德里地鐵4號線（西班牙語：Línea 4）是馬德里地鐵的一部分，1944年3月23日來往戈亞站和阿奎耶斯站。1958年接管了2號線戈亞站到萊昂的迭戈站，該段於1932年9月17日通車。1970年代，路線分兩段延長：1973年延長到阿方索十三世站並在1979年延長至希望站。1998年4月1日延長至水晶海站以便與新的8號線轉乘。同年12月15日延長至聖瑪利亞公園站。2007年4月11日延長至查馬丁松林站，該站可與地鐵1號線和輕軌1號線進行轉乘。該站的島式月台用於上車而側式月台用於下車。4號線自2007年使用4節3400型列車。